# 表決方式動議
表決方式動議（motions relating to methods of voting and the polls）是一項議事程序，旨在決定表決方式，或決定是否關閉／重開表決，通常用於與會者不認同主席裁定之表決方式，屬於程序動議的一種。假若將表決之主動議特別重要、具爭議性，也可提出表決方式動議，改採較為慎重的表決方式。根據《羅伯特議事規則》，表決方式動議需要附議，可以重提、修正，但不可以討論；在位階上即時優先。
在議事策略上，少數方若無力阻止爭議性議案通過，便可提出表決方式動議改採記名表決，強制秘書人員將表決時的贊成、反對方支持者名單記錄到會議記錄上，以示與會者對表決結果之負責。